# エリマキトカゲ
エリマキトカゲ（学名：Chlamydosaurus kingii）は、有鱗目アガマ科に分類されるトカゲの一種。本種のみでエリマキトカゲ属 (学名：Chlamydosaurus)を構成する。オーストラリア北部、ニューギニア島南部原産である。英名はfrillneck lizard、frill-necked lizard、frilled dragonなどがあり、和名も英名も首の周りの大きなフリル (襟飾り) に由来し、普段は首に沿って折りたたまれている。全長は90 cm、体重は600 gにもなる。雄の方が大型で頑丈である。体色は一般的に灰色、茶色、オレンジがかった茶色、または黒である。フリルの色は、赤、オレンジ、黄色、または白である。
エリマキトカゲは主に樹上性で、ほとんどの時間を木の上で過ごす。主に昆虫やその他の無脊椎動物を捕食する。雨季には活動が活発になり、地面の近くまたは地面で過ごす時間が長くなる。乾季には上部の樹冠の枝に隠れる。繁殖期は乾季の終わりから雨季の初めにかけてである。エリマキトカゲは、捕食者を追い払ったり、他の個体にアピールしたりするために、首のフリルを広げる。国際自然保護連合のレッドリストでは、低危険種とされている。

## 分類
イギリスの動物学者であるジョン・エドワード・グレイにより、1825年に Chlamydosaurus kingii の名で記載された。彼は植物学者のアラン・カニンガムがオーストラリア北西部のケアリーニング湾で収集した標本をもとに記載を行った。この探検はフィリップ・パーカー・キング艦長率いるHMSマーメイド号の遠征隊が行ったものだった。属名の Chlamydosaurus は、古代ギリシア語で「マントをまとった」を意味する「chlamys (χλαμύς) 」とラテン語で「トカゲ」を意味する 「saurus (sauros)」に由来する。種小名の kingii は艦長であるキングの名をラテン語化し属格にしたものである。エリマキトカゲ属は単型で、本種のみが分類される。
エリマキトカゲは、アガマ科のヒゲトカゲ亜科に分類される。遺伝学的証拠によると、最も近い現生種から1000万年ほど前に分岐したという。2017年に行われた生息域全域でのミトコンドリアDNA分析では、オード川とカーペンタリア湾の南東端（カーペンタリア海峡）によって区切られた3つの系統が明らかになった。1つの系統はクイーンズランド州とニューギニア南部に分布し、クイーンズランド州西部からオード川まで分布していた系統の姉妹系統である。この2つの系統の祖先は、キンバリーに生息する系統から分岐した。エリマキトカゲがニューギニア南部に侵入したのは、おそらく1万7000年前の氷河期で、当時は海面が低く、陸橋が島とヨーク岬を結んでいた。この研究では、エリマキトカゲを1つの種とみなし、浅く地理的に分化した分岐群が存在するとしている。
以下の系統樹はPyronら(2013)に基づく。
|  | ギルバートクチボソドラゴン (Lophognathus gilberti)                                                                    |
|  | |
|  | \| \| ジャッキードラゴン (Amphibolurus muricatus) \| \| \| \| \| \| ノリスドラゴン (Amphibolurus norrisi) \| \| \| \| |
|  | |
|  | ジャッキードラゴン (Amphibolurus muricatus)                                                                           |
|  | |
|  | ノリスドラゴン (Amphibolurus norrisi)                                                                                 |
|  | |

|  | ジャッキードラゴン (Amphibolurus muricatus) |
|  |                                             |
|  | ノリスドラゴン (Amphibolurus norrisi)       |
|  |                                             |

|  | ギルバートクチボソドラゴン (Lophognathus gilberti)                                                                    |
|  | |
|  | \| \| ジャッキードラゴン (Amphibolurus muricatus) \| \| \| \| \| \| ノリスドラゴン (Amphibolurus norrisi) \| \| \| \| |
|  | |
|  | ジャッキードラゴン (Amphibolurus muricatus)                                                                           |
|  | |
|  | ノリスドラゴン (Amphibolurus norrisi)                                                                                 |
|  | |

|  | ジャッキードラゴン (Amphibolurus muricatus) |
|  |                                             |
|  | ノリスドラゴン (Amphibolurus norrisi)       |
|  |                                             |

## 形態

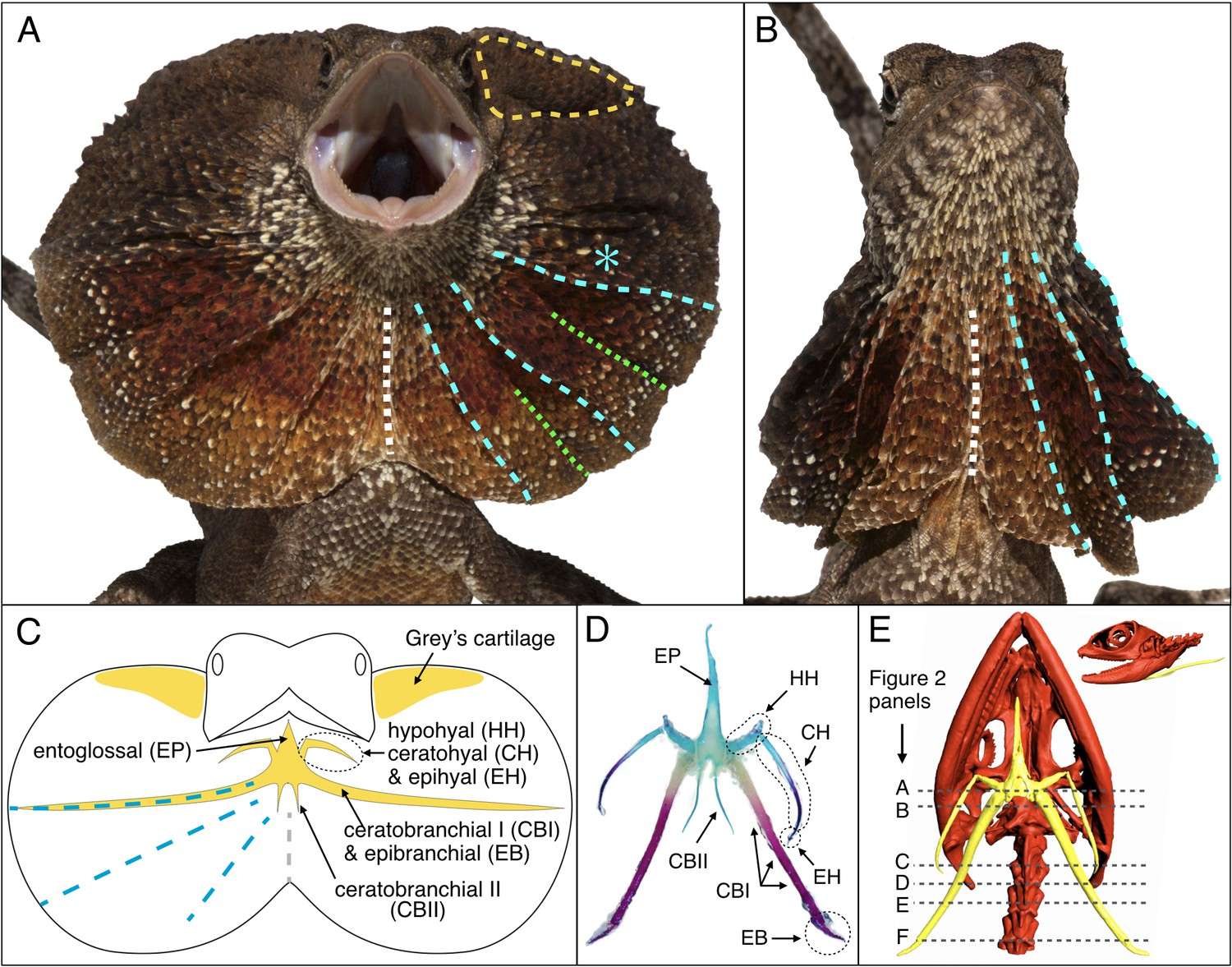
フリルの形態学的特徴

全長約90 cm、頭胴長27 cm、体重が600 gに成長する。大きく幅広い頭、フリルを収める長い首、長い脚、全長の2/3を占める尾を持つ。性的二形があり、雄の方が大型で、フリル、頭、顎も比例して大きい。眼角は尖っており、丸い鼻孔は互いに反対を向いて下向きに曲がっている。ほとんどの鱗には筋状突起(キール)がある。背面から側面にかけて、鱗は小さいものと大きいものが交互になっている。
特徴的なフリルは、頭と首から伸びる壁襟状の皮膚飾りで、いくつかの折り畳まれた隆起がある。完全に伸びると、フリルは円盤状になり、直径は胴体の4倍以上、約30 cmに達する。開いていない時は、首に巻きつけている。フリルは左右対称で、左右のフリルは下部でV字型に合わさっており、軟骨のような結合組織により、上端は耳の開口部近くの頭の両側に接続している。フリルは棒状の舌骨に支えられており、これらの骨、下顎、軟骨の動きによって広がる。この構造は主に捕食者に対する威嚇と個体間のコミュニケーションとして機能する。折りたたんだ状態ではカモフラージュとしても機能するが、これが選択圧の結果である可能性は低い。フリルは指向性マイクのように機能し、目の前の音を聞き取りやすくするが、周囲の音を聞き取りにくくする可能性がある。食料貯蔵、滑空、温度調節など、他の仮説については明確な証拠が無い。

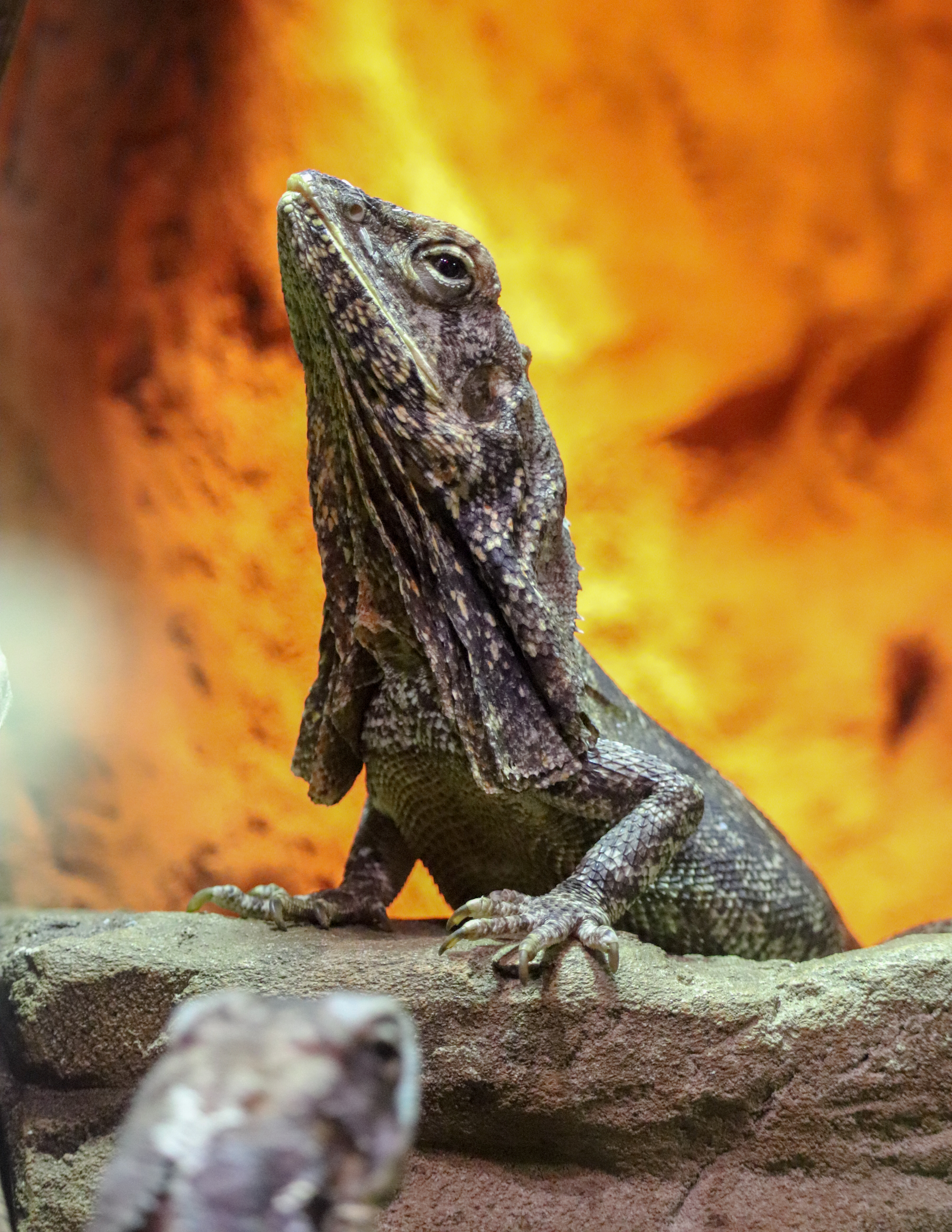
フリルをたたんだ様子

体色は背面が灰色、茶色、橙褐色、黒と様々で、腹面は淡い白または黄色である。雄の胸部は明るく、腹部は黒い。腹面と体側面には暗褐色の模様が点在し、尾では縞模様になる。フリルの色は地域によって異なり、オード川の西側では赤色、オード川とカーペンタリア峡谷の間ではオレンジ色、峡谷の東側では黄色から白色で、ニューギニア島では黄色である。フリルには白い斑点がある場合もある。この色彩は主にカロテノイドとプテリジンによって生み出される。赤やオレンジ色のフリルを持つ個体は、黄色や白色のフリルを持つ個体よりもカロテノイドとプテリジンを多く含む。黄色の体色はステロイドホルモンの増加と関連している。西部の個体群において、体色と闘争の強さの関係が研究されたが、再現性のあるデータは得られなかった。

## 分布と生息地
オーストラリア北部とニューギニア島南部に分布する。オーストラリアでの分布域は、西オーストラリア州のキンバリー地域からノーザンテリトリーの北部を通って、クイーンズランド州のヨーク岬半島と近隣のムラルグ島、バドゥ島、モア島を経てブリスベンまで広がる。ニューギニア島では、パプアニューギニア側とインドネシア側の両方で比較的乾燥した草原に生息している。エリマキトカゲは主にサバンナと硬葉樹林に生息する。水はけが良く、樹木の種類（ほとんどがユーカリ類）が多い標高の高い場所を好み、コバノブラシノキ属やタコノキ属がほとんどを占めている低地は避ける。地上の植生が少なく、獲物を見つけやすい場所も好む。

## 生態

樹上の個体

エリマキトカゲは昼行性で樹上性の種であり、1日の90%以上を木の上で過ごす。地上にいる時間は少なく、主に餌を食べたり、社会的に交流したり、新しい木に移動したりする。雄は雌よりも動き回り、カカドゥ国立公園では雄が1日平均69 m移動するのに対し、雌は23 mである。同地域では、雄の平均行動圏は乾季には1.96 ha、雨季には2.53 haであることが確認された。雌は雨季と乾季でそれぞれ0.63 haと0.68 haであった。雄はフリルを広げて自分の縄張りを主張する。エリマキトカゲは二足歩行が可能で、狩りをするときや捕食者から逃げるときに二足歩行をする。バランスを保つために、頭を後ろに大きく傾け、尾の付け根の後方と一直線になるようにする。
雨季にはより活発で、より小さな木を選び、地面近くでよく見られる。乾季にはより大きな木を利用し、より高い場所にいる。エリマキトカゲは乾季に休眠状態に入らないが、食物と水の減少に応じてエネルギー消費と代謝率を大幅に減らすことができる。体温は40℃に近づくことがある。午前中と一日の終わり近くに木の幹の上で垂直に日光浴をするが、乾季には日光浴をやめて体温を下げ、エネルギーと水分を維持する。日中に暑くなると、日陰を求めて樹冠の高いところに登る。山火事の際には大きな木やシロアリの蟻塚を避難所として利用する。森林が焼けた後は、より連続した樹冠を持つ木を選択する。

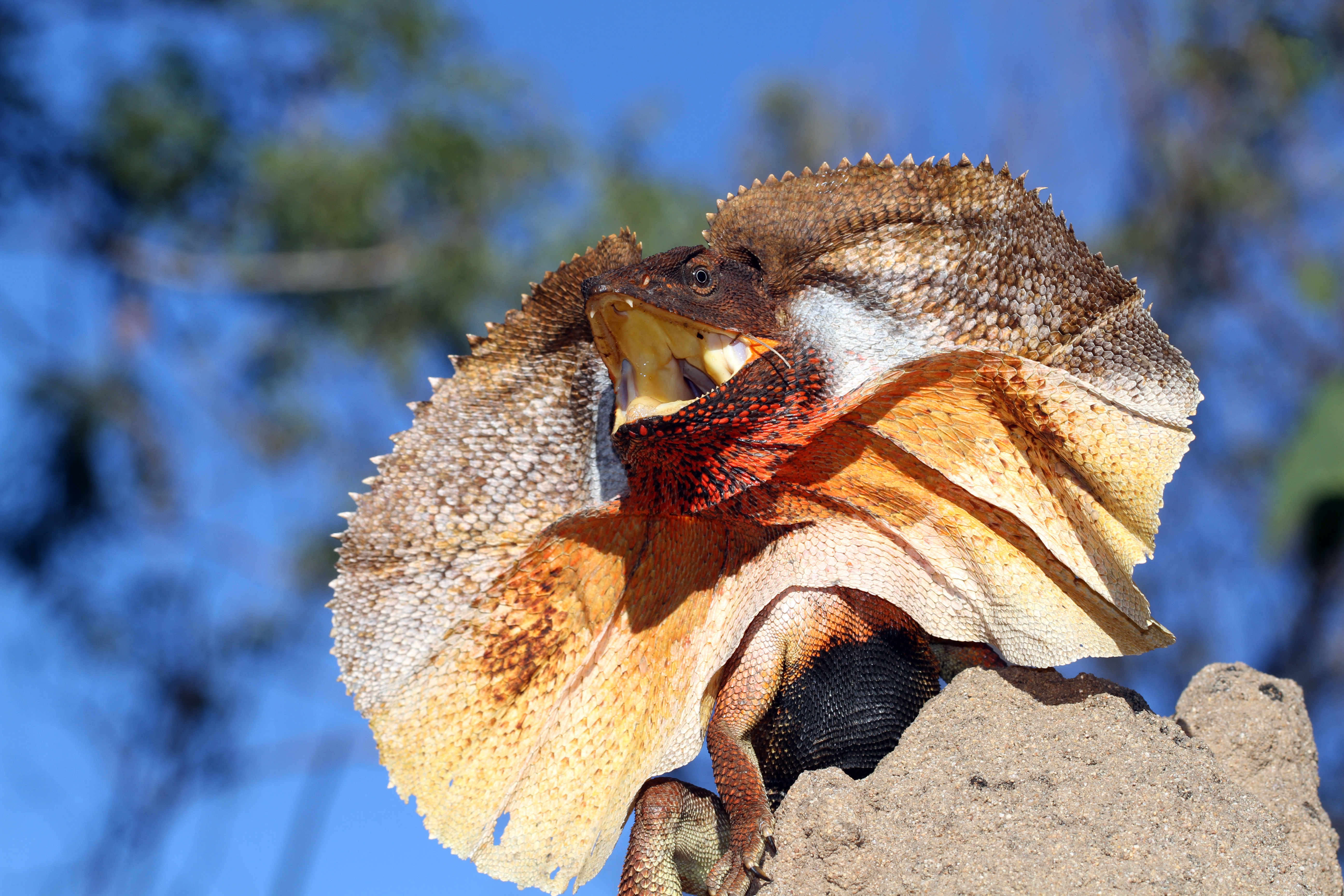
威嚇の様子

エリマキトカゲは主に昆虫やその他の無脊椎動物を食べ、脊椎動物を食べることは非常に稀である。主な獲物にはシロアリ、アリ、ムカデなどがあり、シロアリは特に乾季に重要な食料であり、ガの幼虫は雨季に重要になる。アリの消費量は乾季の初めの火災後に減少するが、乾季の終わりの火災後には増加する。待ち伏せ型の捕食者であり、木の上から獲物を探し、獲物を見つけると木から降りて二足歩行で突進し、四足歩行になって獲物を捕まえて食べる。餌を食べた後は木の上に戻る。
天敵は猛禽類や大型のトカゲ、ヘビである。脅威を感じると、エリマキトカゲはフリルを立てて自分を大きく見せようとする。このディスプレイと同時に、口を大きく開けたり、息を吹きかけたり、シューという音を立てたり、尻尾を振り回したりする。捕食者から逃げ隠れることもある。数種の線虫が消化管に寄生する。クリプトスポリジウム症で死亡した個体の記録が少なくとも1件ある。
エリマキトカゲは乾季の終わりから雨季の初めにかけて繁殖する。雄同士は口を大きく開けてフリルを広げてディスプレイする。雄同士の闘争では、飛びかかって互いの頭に噛みつく。雌は卵を産むために浅い空洞を掘る。一度の繁殖期で複数回産卵することができ、1回の産卵数は4 - 20個以上である。飼育下では2-3月に1回、4-13個の卵を年に2回に分けて産んだ例がある。2 - 4ヶ月で孵化し、気温が穏やかなときは雄が多く、気温が極端なときは雌が多くなる。孵化したばかりの子トカゲは成体よりもフリルが小さい。餌が豊富な雨季に成長し、雄は雌よりも速く成長する。若い雄は孵化場所からさらに分散する。2年以内に性成熟し、雄は6年、雌は4年生きる。

## 脅威と保全
国際自然保護連合のレッドリストでは、エリマキトカゲは生息数が多く分布域も広いため低危険種とされているが、一部の地域では個体数が減少している可能性があるという。ペットとして取引されることもあるため、捕獲によって野生個体群が脅かされる可能性がある。ペットとして輸出される個体のほとんどはインドネシア産のようで、オーストラリアとパプアニューギニアでは輸出が禁止されている。インドネシア政府も法令に基づき、エリマキトカゲを保護種に指定している。飼育下繁殖は難しいため、飼育下で繁殖したとされる個体の多くは野生から捕獲されたものである可能性が高い。エリマキトカゲは野良猫にも脅かされる可能性があるが、外来種のオオヒキガエルの影響は大きくないとみられている。

## 人間との関係

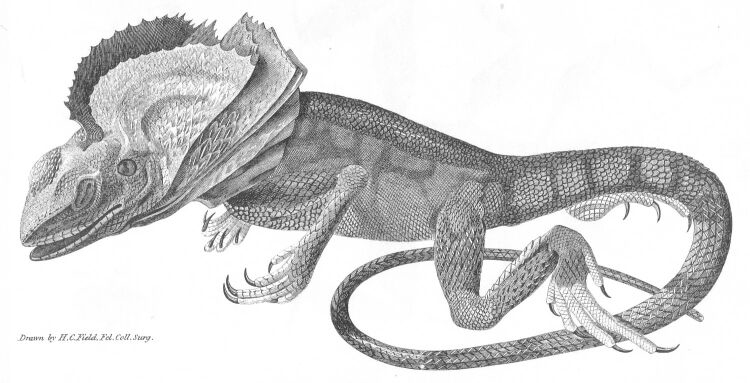
1827年に出版された、フィリップ・パーカー・キングの調査記録の挿絵

エリマキトカゲは、カンガルーやコアラと並んで、オーストラリアを代表する動物の一つと考えられている。考古学的証拠によると、エリマキトカゲは古代に一部の先住民によって食べられていたようである。19世紀後半、ウィリアム・サヴィル＝ケントは生きたエリマキトカゲをイギリスに持ち込み、同僚の生物学者によって観察された。爬虫類は飼育下で人気が高まっていたため、別の個体はパリで飼育された。日本でもペットとして、飼育下繁殖個体が流通している。ケージは大型の物を用意し、樹上と地表で活動できるスペースを確保する。低温に弱いためケージ内の温度は高温を維持し、一部に局所的な熱源を照射する。
そのユニークな外見と行動のため、エリマキトカゲはメディアで頻繁に取り上げられてきた。スティーブン・スピルバーグ監督の1993年の映画『ジュラシック・パーク』では、ディロフォサウルスがエリマキトカゲのような首のフリルを持った恐竜として描かれた。エリマキトカゲは1994年の映画『プリシラ』に出演した。オーストラリアの2セント銅貨にはエリマキトカゲのデザインが描かれていた。

## 日本での流行
日本では1984年に三菱・ミラージュ（2代目）のテレビCMなどで話題に上がり、一時大流行となった。日本でのエリマキトカゲブームには千石正一が関わっており、クイズ番組『わくわく動物ランド』で紹介されたことも流行の一因といわれる。
当時の流行にあやかり、レコードとしてはかまやつひろし『音頭エリマキトカゲの真実』、かしわ哲『元祖エリマキトカゲ音頭』、ビートきよし『E・Ri・Ma・Kiとかげっこ音頭』、はやしこば『あのエリマキトカゲの唄』などが制作されたほか、テレビドラマとしては1984年放送の時代劇『必殺仕事人IV』第39話「加代 エリマキトカゲを目撃する」なども制作されている。
なお、当時の日本へ持ち込まれていたエリマキトカゲは正規に輸入申請が行われなかった個体が多く、各地巡業での見世物にする目的で正規の輸入業者へ1日100万円で貸してほしいとの依頼が来たり、観光ビザで現地へ入った日本人グループの密猟によるものとの情報も流れたりしたため、国際科学技術博覧会への誘致に際して科学技術庁（現：文部科学省）の岩動道行長官を激怒させることとなった。動物園では、草津熱帯園が日本で最初に展示を開始した。